# 道格拉斯勳爵詹姆斯·道格拉斯
道格拉斯勳爵詹姆斯·道格拉斯（James Douglas, Lord of Douglas；約1286年—1330年8月25日），被稱為「好爵士詹姆斯」（Good Sir James），是蘇格蘭獨立戰爭期間的一位蘇格蘭騎士將領。

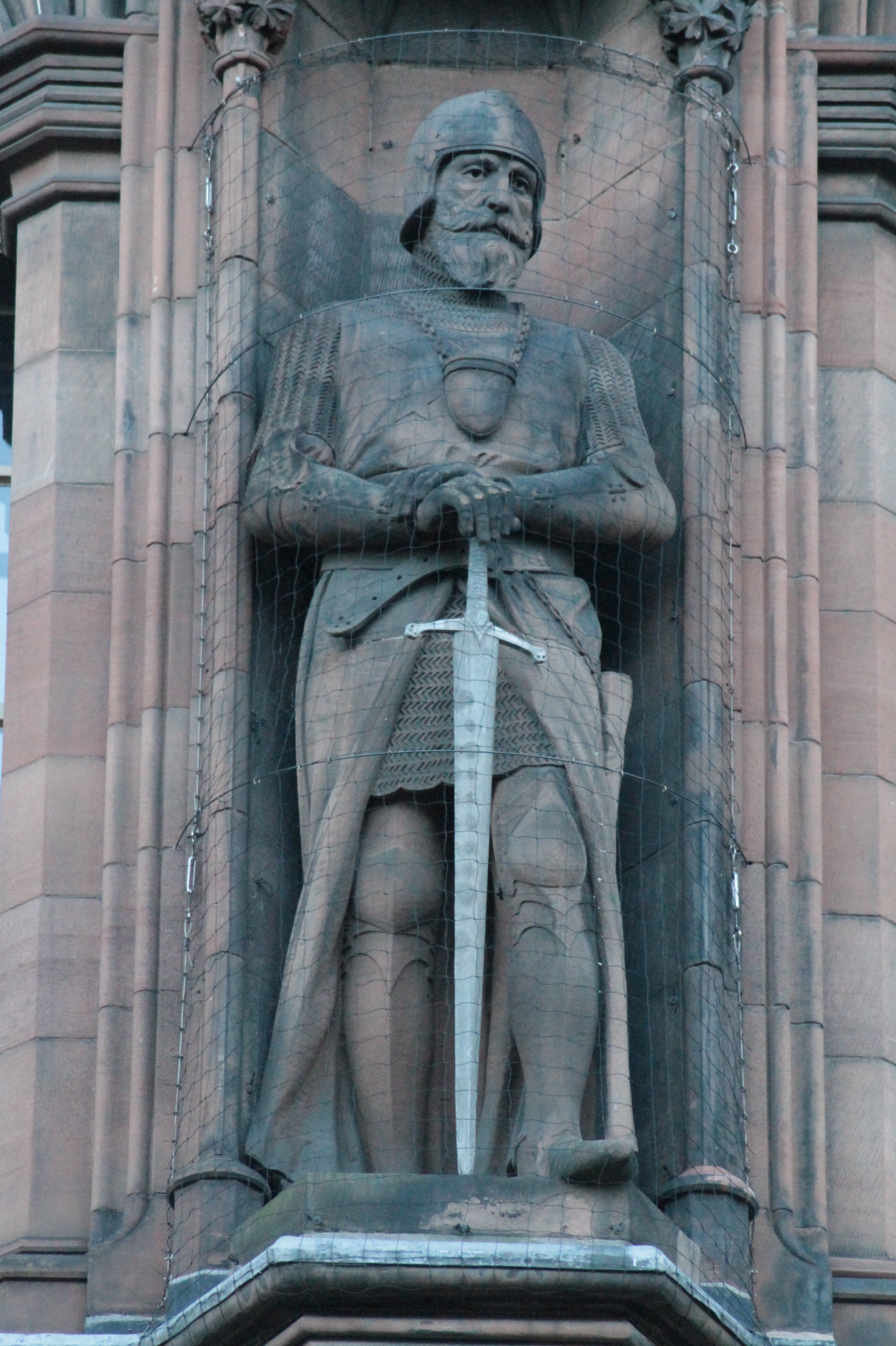
道格拉斯勳爵雕像

出身於道格拉斯氏族，他是"大膽的"威廉·道格拉斯之子。他與蘇格蘭國王羅伯特·布魯斯一起對抗入侵的英格蘭軍，在1314年的班諾克本戰役中大敗英格蘭國王愛德華二世的軍隊。1327年，道格拉斯在威爾戴爾戰役中擊退試圖包圍蘇格蘭軍的英軍，隔年的愛丁堡—諾咸頓條約英格蘭承認蘇格蘭的獨立。在那之後，道格拉斯前往伊比利半島參與收復失地運動，在1330年的特瓦戰役中戰死沙場。